# Czyste dni
Czyste Dni – w Kościele wschodnim, zarówno u grekokatolików, jak i prawosławnych, pierwsze dwa dni  wielkiego postu.
Nazwy Czysty Poniedziałek oraz Czysty Wtorek mają ilustrować, że w tych dniach obowiązuje surowy post, więc nie spożywa się żadnych pokarmów. Dni te mają przygotowywać wiernych do uroczystego obchodzenia Wielkanocy oraz przygotować organizmy wiernych do całotygodniowego spożywania pokarmów postnych. Post w kościele wschodnim jest o wiele bardziej rygorystyczny niż w Kościele Zachodnim.